# Diphyus biluteonotatus
Diphyus biluteonotatus är en stekelart som först beskrevs av Maurice Pic 1927.  Diphyus biluteonotatus ingår i släktet Diphyus och familjen brokparasitsteklar. Inga underarter finns listade i Catalogue of Life.